# Mateusz Król
Mateusz Król (ur. 31 sierpnia 1988 w Łodzi) – polski aktor teatralny i filmowy.

## Życiorys
W 2013 ukończył PWSFTviT w Łodzi. Od 2012 związany jest z Teatrem Współczesnym w Warszawie.

## Filmografia
- 2012: Zabić bobra jako blondyn
- 2013: Ojciec Mateusz jako Jan Bartold (odc. 128)
- 2013: Na dobre i na złe jako Kuba (odc. 546)
- 2015: Na Wspólnej jako Jacek
- 2015: Powiedz tak! jako chłopak na dyskotece w rodzinnej wsi Justyny (odc. 11)
- 2017: Na dobre i na złe jako Zbigniew, syn Haliny (odc. 676)
- 2017: Listy do M. 3 jako Maniek
- 2018: Korona królów jako Kazimierz III Wielki (odc. 1–49, 51–73, 75–84)
- 2020: Zenek jako Mikołaj, wujek Zenka Martyniuka
- 2020: Sweat jako „Luksus”, manager Sylwii
- 2021: Teściowie jako Witek Bieńkowski
- 2021: Jak pokochałam gangstera jako prezes Lechii Gdańsk
- 2021: Planeta singli. Osiem historii jako kibol (odc. 5)
- 2021: Erotica 2022 jako mężczyzna
- 2022: Kryptonim Polska jako Brajan
- 2023: The Office PL jako Tomek
- 2023: Akademia pana Kleksa jako Alex Niezgódka, ojciec Ady
- 2023: Camera Café. Nowe parzenie jako Jacek
- 2024: Kleks i wynalazek Filipa Golarza jako Alex Niezgódka, ojciec Ady
- 2024: Spadek jako Karol, kuzyn Dawida
- 2025: Wzgórze psów jako Jarecki

## Nagrody
- 2012 – Nagroda Ministra Kultury i Dziedzictwa Narodowego za wybitne osiągnięcia dla studentów uczelni artystycznych
- 2012 – Nagroda ZASP-u na 30. Festiwalu Szkół Teatralnych w Łodzi
- 2012 – Grand Prix za role w spektaklach Trzy siostry, Z Różewicza dyplom oraz Roberto Zucco na 30. Festiwalu Szkół Teatralnych w Łodzi